# Ken Whyld
Kenneth Whyld, meglio noto come Ken Whyld (6 marzo 1926 – 11 luglio 2003), è stato uno scacchista, scrittore e giornalista britannico.
È noto principalmente come autore di libri di scacchi, tra cui (con David Hooper) The Oxford Companion to Chess.
Whyld è stato anche un forte scacchista, partecipò alla finale del campionato britannico nel 1956 e vinse il campionato della contea del Nottinghamshire. Di professione era un ingegnere informatico.  
Altri libri di Ken Whyld:
- The Records (1986), una raccolta di record di scacchi scritto per conto del Guinness Book of Records;
- Fake Automata in Chess (1994), in cui svela i segreti degli automi scacchistici;
- The Collected Games of Emanuel Lasker, The Chess Player, Nottingham, 1998. Contiene 1.390 partite di Emanuel Lasker, Campione del mondo di scacchi dal 1894 al 1921, con elenco completo delle simultanee, tabelle di tutti i tornei, indice degli avversari e indice delle aperture.[1]
- Alekhine Nazi Articles (2002), in cui tratta l'argomento controverso degli articoli attribuiti ad Alexander Alekhine in cui quest'ultimo si dichiara favorevole al nazismo.
- Chess Columns: A List (2002), un elenco di rubriche scacchistiche pubblicate da quotidiani e riviste di tutto il mondo.

Dal 1978 fino alla sua scomparsa nel 2003, scrisse la rubrica "Quotes and Queries" sul British Chess Magazine. Dopo la sua morte venne fondata la "Ken Whyld Association" (poi rinominata Chess History & Literature Society), con lo scopo di compilare una completa bibliografia scacchistica  e di promuovere la conoscenza della storia degli scacchi.
La sua vasta libreria scacchistica fu poi venduta al "Musée Suisse du Jeu" a La Tour-de-Peilz in Svizzera, sul lago di Ginevra (come riportato nel numero 152 della rivista EG).